# كالوم فيرغسون
كالوم فيرغسون (21 نوفمبر 1984 في أستراليا - ) (بالإنجليزية: Callum Ferguson)‏ هو لاعب كريكت أسترالي. شارك مع منتخب أستراليا الوطني للكريكت. أما مع النوادي، فقد لعب مع فريق جنوب أستراليا للكريكت ‏ وPune Warriors India ‏ وAdelaide Strikers ‏ وMelbourne Renegades ‏ وSydney Thunder ‏.

## وصلات خارجية
- كالوم فيرغسون على موقع إي آس بي آن كريك إنفو (الإنجليزية)